# 조선이공대학교 축구부
조선이공대학교 축구부(영어: Chosun College Science & Technology Football Club)는 대한민국 광주광역시에 위치한 대학교 축구부이다. 조선이공대학교에서 운영하는 대학 축구부이며, 2009년에 창단되었다.

## 출신선수
- 한교원

## 참고 문헌
- “KFA 통합경기정보 시스템”. 대한축구협회.
- 약속의 땅 통영 제59회 춘계대학축구연맹전 출전 선수 명단

## 같이 보기
- 조선이공대학교